# Dziennik dla Jordana
Dziennik dla Jordana (ang. A Journal for Jordan) – amerykański dramat z 2021 roku w reżyserii Denzela Washingtona. W głównych rolach wystąpili Michael B. Jordan i Chanté Adams. Film miał premierę kinową 10 grudnia 2021 roku.

## Fabuła
Film opowiada historię sierżanta Charlesa Monroe'a Kinga i jego romansu z Daną Canedy, od momentu ich poznania do chwili, kiedy para spodziewa się dziecka, a wysłany do Iraku mężczyzna zaczyna prowadzić dziennik z poradami dla swojego nienarodzonego syna.

## Obsada
- Michael B. Jordan jako Charles Monroe King
- Chanté Adams jako Dana Canedy
- Jalon Christian jako Jordan
- Robert Wisdom jako sierżant T.J. Canedy
- Tamara Tunie jako Penny Canedy
- Johnny M. Wu jako Manny
- Vanessa Aspillaga jako Robin
- Susan Pourfar jako Miriam
- Spencer Squire jako Rosenblum
- Samuel Caleb Walker jako Imhoff
- Joey Brooks jako Aaron Sandberg[1]

## Produkcja
Zdjęcia do filmu kręcono w Nowym Jorku, Waszyngtonie oraz na Cmentarzu Narodowym w Arlington w stanie Wirginia.

## Odbiór

### Box office
Budżet filmu jest szacowany na 25 milionów dolarów. W Stanach Zjednoczonych film zarobił ponad 6,5 mln USD, natomiast w innych krajach przychody wyniosły ponad 100 tys. USD, co przenosi się na łączny przychód ze sprzedaży biletów w wysokości blisko 6,7 milionów dolarów.

### Reakcja krytyków
Film spotkał się z negatywną reakcją krytyków. W agregatorze recenzji Rotten Tomatoes 39% z 62 recenzji uznano za pozytywne, a średnia ocen wyniosła 5,2 na 10. Z kolei w agregatorze Metacritic średnia ważona ocen z 20 recenzji wyniosła 42 punktów na 100.